# BMW M3 Challenge
BMW M3 Challenge es un videojuego de carreras gratuito de 2007 desarrollado por Blimey! Games y publicado por 10tacle Studios coincidiendo con el lanzamiento del BMW M3 E90.

## Jugabilidad
El juego nos permite participar en cuatro modos de carrera. Estos incluyen Test Drive, Contrarreloj, Carrera de fin de semana y Carrera multijugador (una pelea contra hasta 15 oponentes controlados por tres niveles de inteligencia artificial) y Carrera multijugador (una pelea contra 15 oponentes en vivo a través de Internet o LAN).
Los autores del proyecto se aseguraron de que los jugadores al volante de los coches de lujo BMW M3 pudieran adaptar las máquinas a sus propios gustos, por ejemplo, decidiendo el color de su carrocería o eligiendo las llantas a su gusto. Además, cada usuario tiene cuatro vistas de cámara y una opción de repetición para ver una repetición de la carrera y analizar cualquier infracción.
Aunque la ruta alemana de Nürburgring es la única pista que los programadores británicos han puesto a disposición de sus clientes, vale la pena dominarla a la perfección, porque para aquellos que se desempeñan mejor en las competiciones en línea, los autores del producto y la fábrica colaboradora de BMW esperan atractivos premios. Las preocupaciones sobre la inversión en un producto se disipan efectivamente por el hecho de que el juego está disponible de forma gratuita y no requiere ninguna tarifa de suscripción.